# Fortunato Depero
Fortunato Depero (Fondo, 30 marzo 1892 – Rovereto, 29 novembre 1960) è stato un pittore, scultore, designer, illustratore, scenografo e costumista italiano.
Fu uno dei firmatari del manifesto dell'aeropittura e rappresentante del cosiddetto secondo futurismo.

## Biografia

### Viaggio da Rovereto a Roma
Fortunato Depero è nato nel 1892 a Fondo, in Val di Non, da Lorenzo Depero e Virginia Turri, entrambi d'origine dal paese di Vigo di Ton, ancora giovanissimo Depero si trasferisce a Rovereto (all'epoca entrambe le cittadine erano territorio dell'Impero austro-ungarico). Qui studia alla Scuola Reale Elisabettina, un istituto d'arte frequentato da molti artisti che in seguito diventeranno protagonisti del panorama culturale italiano del Novecento.
Per la città di Rovereto sono anni difficili quelli, perché anche se sotto dominio austriaco, vi sono molti movimenti irredentisti che ne vorrebbero l'annessione all'Italia. Nel 1908 tenta l'iscrizione all'Accademia delle belle arti di Vienna, ma viene respinto, così nel 1910 va a lavorare a Torino come decoratore all'Esposizione internazionale. Al suo ritorno a Rovereto lavora da un marmista, occupandosi di lapidi funebri. Depero è molto attratto dalla scultura, che caratterizzerà le sue opere future. In particolare questa sua passione per le arti plastiche la si ritroverà nella pittura, "prepotentemente" volumetrica e solidificata. Non solo, ma a tal proposito è forse opportuno ricordare che all'inizio Depero si presentava come scultore.
Alla libreria Giovannini espone due volte alcune sue opere, nel 1911 e nel 1913. Sempre nel 1913 pubblica il suo primo libro, '"Spezzature"', un insieme di poesie e pensieri accompagnati da disegni. Nel dicembre del 1913 rimane colpito dalla mostra di Umberto Boccioni a Roma, dove conosce molti dei suoi “idoli”, tra cui Giacomo Balla e Filippo Tommaso Marinetti. Tramite il gallerista Sprovieri riesce a esporre, sempre a Roma, all'"Esposizione Libera Futurista Internazionale" nella primavera del 1914, dove si confronterà con nomi prestigiosi.

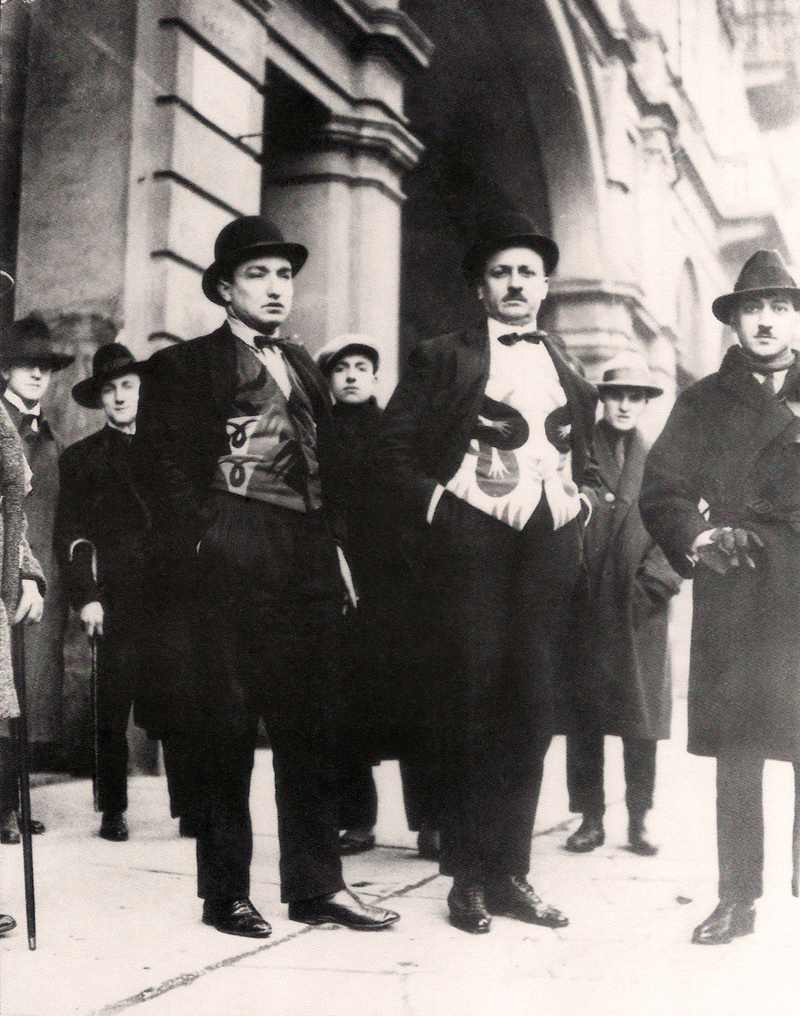
In prima fila: Depero, Marinetti e Cangiullo nei loro panciotti futuristi. Fotografia scattata il 14 gennaio 1924, in occasione della replica dello spettacolo della Compagnia del Nuovo Teatro Futurista a Torino.

In seguito torna in Trentino per allestire una mostra a Trento, ma gli viene comunicato lo scoppio della prima guerra mondiale, perciò si trasferisce a Roma. Diventa allievo di Giacomo Balla e riesce a entrare nella cerchia del primo gruppo futurista. Nel 1915 assieme a Balla scrive un manifesto divenuto poi fondamentale: "Ricostruzione futurista dell'universo". Qui Balla e Depero si autoproclamano astrattisti futuristi e inneggiano ad un universo gioioso, «coloratissimo e luminosissimo».
Da un lato l'adesione di Depero al Futurismo non fu incondizionata. Ad esempio assunse fin dal principio una posizione critica nei confronti della volontà di Boccioni di "rifare la storia". Fu invece molto più vicino alle concezioni del suo maestro Balla, considerandolo il pioniere di una ricerca approfondita sulla genesi e la struttura funzionale della forma.
Tale ricerca verrà poi portata avanti da Depero in maniera molto discreta all'interno del gruppo futurista, individuando e chiarendo analiticamente la relazione tra Futurismo e altre correnti artistiche che non fossero (ovviamente) il Cubismo, in particolare il Dadaismo di Marcel Duchamp.
Da un altro lato, paradossalmente, Depero fu più Futurista degli stessi Futuristi. Convenzionalmente si tende a definire Depero come "un pittore del secondo Futurismo". Il termine di "secondo Futurismo" fu introdotto da Enrico Crispolti alla fine degli anni cinquanta: il "primo Futurismo" era il "Futurismo eroico", ovvero il nucleo storico del 1909-1916, il secondo Futurismo era quello successivo, ovvero quello di Depero. Lo spartiacque era rappresentato dalla data della morte durante la prima guerra mondiale di Umberto Boccioni, di Antonio Sant'Elia e di Carlo Erba. In verità, però, questa divisione è stata utilizzata da molti critici e storici dell'arte per una contrapposizione più ideologica che non stilistica: al primo futurismo appartenevano artisti di estrazione anarchica e socialista; al secondo futurismo appartenevano, invece, artisti fascisti e filo-fascisti.
Eppure, al di là di questo, vi è stata anche un'effettiva differenza nell'approccio al Futurismo rispetto a quanto professato nei propri manifesti: se il primo Futurismo si proponeva di «portare l'Arte nella vita», di fatto rimase chiuso dentro gallerie e musei (fatta eccezione per le "serate futuriste") e si limitò ad esprimersi tramite arti regine quali la pittura e la scultura. Il secondo Futurismo, invece, proprio a partire dalla "Ricostruzione futurista dell'universo" di Balla e Depero, entrò veramente nella vita quotidiana della gente, e lo fece grazie alla pubblicità, all'arredamento, agli allestimenti teatrali, alla moda, all'architettura, all'arte postale, e via dicendo.
Sempre nel 1915 Depero partecipa a movimenti irredentisti e parte per il fronte, ove però si ammala e viene quindi riformato per motivi medici. In seguito a queste esperienze, Depero disegna alcune chine a tema guerresco, fra cui Il mitragliere, ancora del 1915.

### Teatro d'avanguardia e Casa d'arte

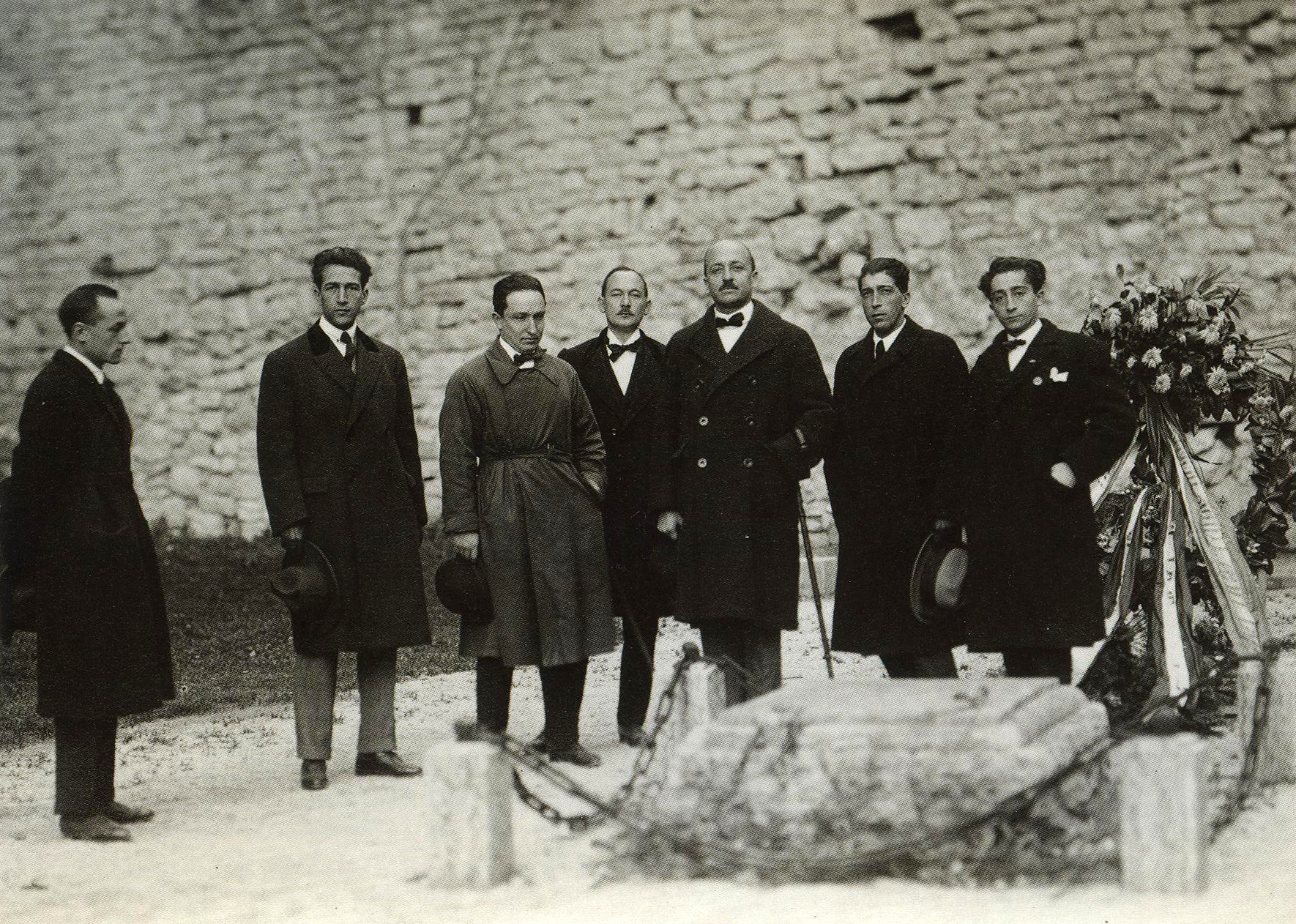
Tullio Garbari, Fortunato Depero, Alfredo Degasperi, Filippo Tommaso Marinetti, Franco Casavola e Mino Somenzi nella fossa dei Martiri del Castello del Buonconsiglio a Trento, 1922, in una foto di Sergio Perdomi

Rientrato dalla guerra si prepara per una mostra del 1916. Le opere di Depero, seppur influenzate da Giacomo Balla, danno maggior rilievo alla pulsione plastica.
Inizia inoltre a comporre canzoni "rumoriste" e crea l'"onomalingua", che egli definisce "verbalizzazione astratta". Si tratta di un linguaggio poetico di derivazione "rumorista", legato all'uso onomatopeico dei fonemi e finalizzato all'uso scenico, cui faranno seguito nel 1927 le "liriche radiofoniche", dove sono utilizzati, con effetti giocosi, inserti di tali composizioni onomatopeiche.
Nel 1916 Umberto Boccioni scrive di Depero sulla rivista "Gli Avvenimenti". A fine anno conosce l'impresario dei famosi "Ballets Russes", Sergej Djagilev, che ne visita lo studio assieme al pittore Michail Fëdorovič Larionov e al coreografo e ballerino Léonide Massine e lo incarica di realizzare scene e costumi per "Il canto dell'usignolo", su musiche di Stravinskij, che però non saranno mai realizzati perché Depero deve anche aiutare Picasso con i costumi di "Parade".
Nel 1917 incontra il poeta svizzero Gilbert Clavel, con il quale stringe un rapporto d'amicizia e di lavoro. Ospite della sua villa-torre a Positano, per Clavel Depero illustra un suo libro ("Un istituto per suicidi") con disegni a metà tra Futurismo ed Espressionismo. In seguito assieme a Clavel realizza il Teatro Plastico, cioè recitato da marionette, chiamato "Balli Plastici". Lo spettacolo, pur andando in scena al Teatro dei Piccoli, a Roma (15 aprile 1918), sarà un'opera d'avanguardia, sia per l'innovazione dell'eliminazione degli attori-ballerini, sia per le musiche d'avanguardia composta da Béla Bartók, Gian Francesco Malipiero e altri.
Sempre durante il soggiorno a Capri crea i suoi primi "arazzi" futuristi, in realtà mosaici di stoffe colorate. Sono, questi, il primo esempio della trasmigrazione delle sue invenzioni teatrali. I suoi automi e pupazzi diverranno, infatti, un leitmotiv, non solo sulle stoffe ma anche nei suoi dipinti, e tale motivo dominante andrà a delineare quello che oggi è possibile definire come "stile Depero".
Dopo l'esperienza teatrale Depero non rientrerà più nella via sperimentale ancora seguita da Balla, ma cambierà traiettoria rispetto alle formulazioni, sovente utopiche, proposte dalla "Ricostruzione futurista dell'universo". La Ricostruzione prevedeva il superamento della pittura e della scultura per «ridisegnare» e «riplasmare» in maniera futuristica ogni ambito del vivere umano. Tuttavia per Depero, persona pragmatica, questo programma era attuabile solo a patto che si prendessero in considerazione possibilità applicative reali e mercato. Non era possibile una Ricostruzione se si rimaneva ancora una volta chiusi in gallerie e musei o ci si limitava ad esercizi sperimentali. Per far arrivare l'idea futurista nella vita quotidiana delle persone era necessario servirsi delle arti applicate. Ed è proprio a partire da questa convinzione che nasceranno in Italia, a partire dal 1918, le cosiddette "Case d'Arte futuriste": a Roma quelle di Enrico Prampolini, di Anton Giulio Bragaglia e di suo fratello Carlo Ludovico, di Roberto Melli; a Bologna quella di Tato; a Palermo quella di Pippo Rizzo. E a Rovereto quella di Depero, che però vedrà la luce in ritardo rispetto alle altre a causa dei vari impegni dell'artista.
Dopo un soggiorno a Viareggio nel 1918, Depero espone a Milano nel 1919, alla Galleria Moretti, dove Filippo Tommaso Marinetti raduna il meglio del Futurismo del dopoguerra per rilanciare il movimento.
E dopo tanto tempo Depero fa ritorno anche a Rovereto, trovandola distrutta dalla guerra. Qui, nel 1919, vi fonda la propria Casa d'arte Futurista, dove produrrà manifesti pubblicitari, mobili e altro che servirà per arredare la casa moderna.
Depero è tuttavia attento a cimentarsi nella progettazione di oggetti che abbiano una reale utilità, oltre che caratterizzati esteticamente. Uno dei grandi problemi delle case d'arte futuriste, infatti, era che spesso uscivano da questi luoghi oggetti sì d'avanguardia ma inutilizzabili.
Sempre in questo periodo crea quadri di atmosfera metafisica, che dimostrano, ancora una volta, come Depero del futurismo si attenesse più agli ideali, che non allo stile.

### Anni venti e pubblicità
(Fortunato Depero, Manifesto dell'arte pubblicitaria, 1932)

Il motociclista 1923

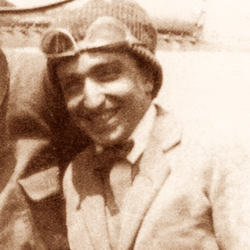
Fortunato Depero, nel 1922, in occasione del lancio di volantini per reclamizzare l'esposizione di Torino

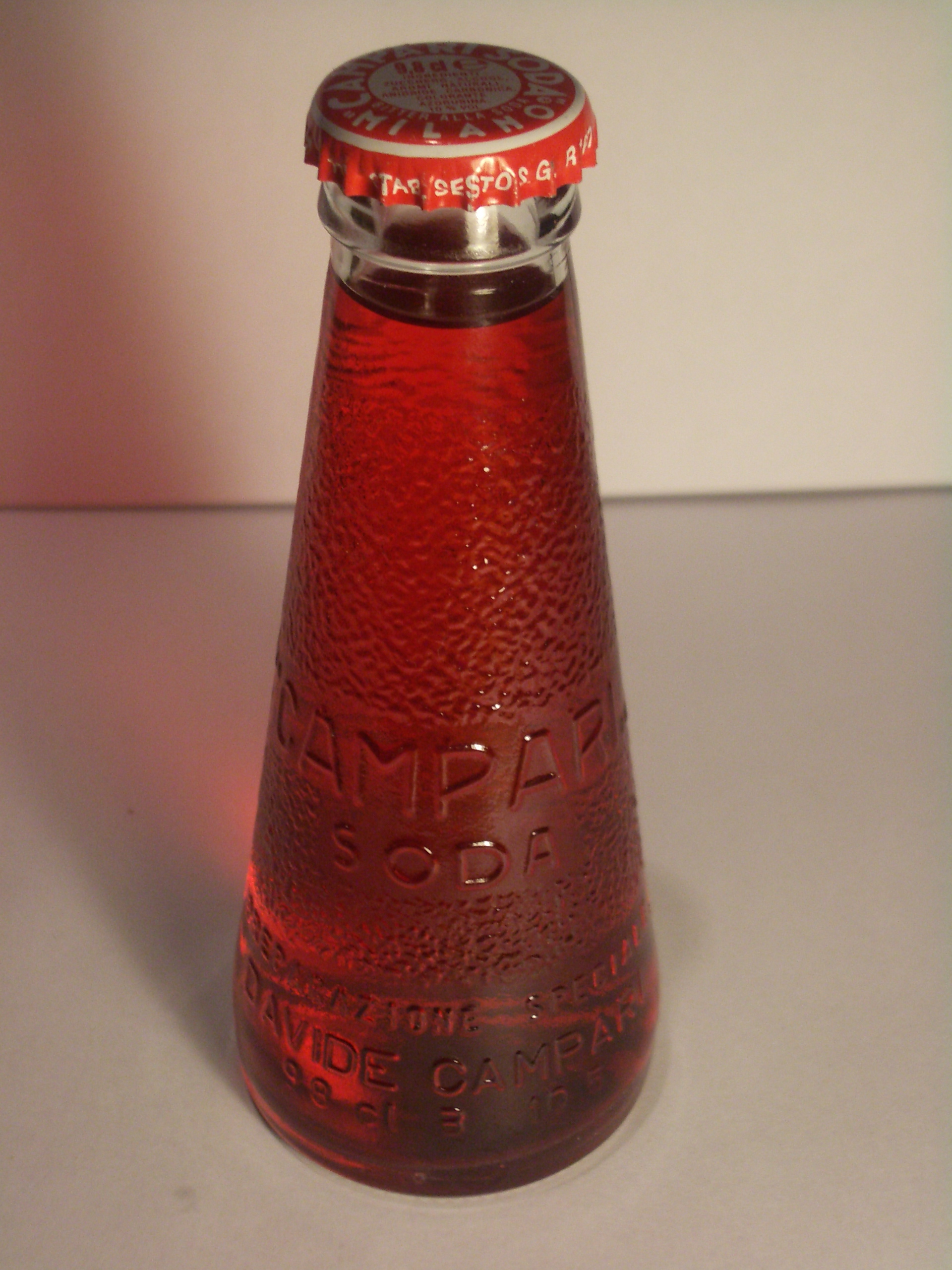
La bottiglia di Campari Soda, disegnata da Depero nel 1932

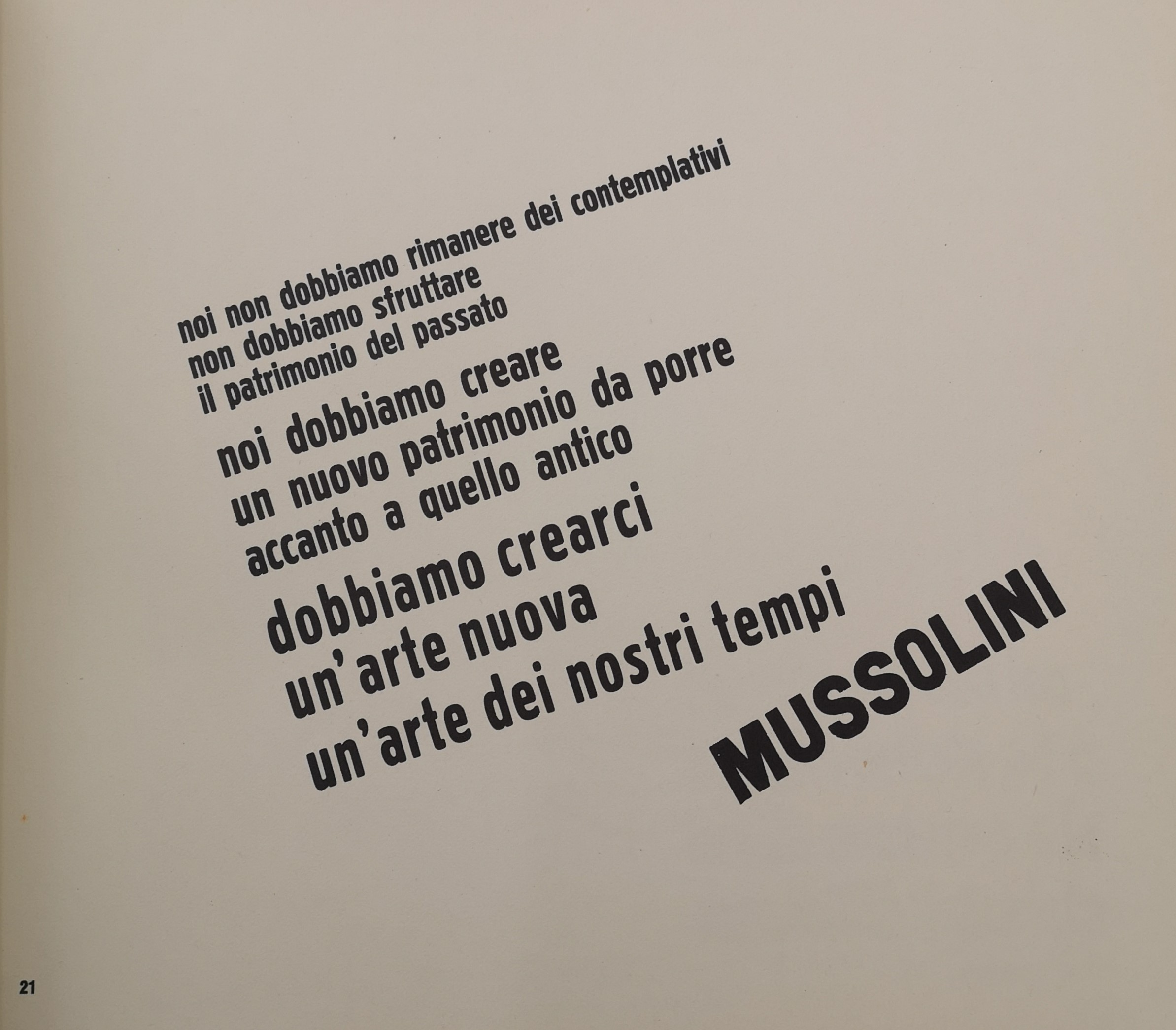
La citazione di Benito Mussolini nel Libro imbullonato del 1927

L'aratura, 1926, Galleria d'arte Moderna di Torino

Al 1920 risalgono i più importanti incarichi di Depero per Umberto Notari, direttore dell'Ambrosiano e dell'agenzia pubblicitaria "Le 3 I": una serie di manifesti e due grandi arazzi. Nel 1921 a Milano espone a una mostra personale, che in seguito verrà spostata a Roma, dove inizia gli allestimenti per il "Cabaret del diavolo". Nel 1922 è la volta del "Winter Club" di Torino, esposizione per pubblicizzare la quale usa per la prima volta il lancio di volantini dall'aereo dell'amico-futurista Fedele Azari.
Nel 1923 prende parte alla I Biennale delle arti decorative dell'ISIA di Monza.
A Rovereto, sempre nel 1923, avvengono due veglie futuriste, dove viene tutta ridecorata la casa d'arte, che apparirà poi nella rivista "Rovente futurista" (nn. 7-8, maggio 1923).
Nel 1924 a Milano mette in scena il balletto meccanico "Anihccam del 3000", replicato in venti altre città italiane. È in questo periodo che realizza i famosi Panciotti futuristi, indossati dai principali esponenti del movimento.. Nello stesso anno collabora al catalogo dell'imprenditore forlivese Giuseppe Verzocchi Veni vd vici con tre tavole futuriste.
Nel 1925 partecipa con Balla e Prampolini, in una sala dedicata al Futurismo, all'Esposizione internazionale di arti decorative e industriali moderne di Parigi. Quest'esposizione è assai importante per Depero, perché gli dà l'opportunità di conoscere molti esponenti che gli faranno tentare la carta americana. Dopo una personale a Parigi, espone infatti a New York (dove è ospite per un breve periodo del pittore italiano Lucillo Grassi), a Boston e a Chicago.
Infine è a Venezia, alla Biennale del 1926, dove espone il dipinto "Squisito al selz" dedicato al commendator Campari. Episodio quest'ultimo che segnerà l'inizio di un sodalizio professionale con la nota ditta di liquori.
Il 1927 è un anno cruciale per Depero. Con il sostegno fondamentale dell'amico, agente ed editore Fedele Azari (Dinamo-Azari) di Milano, realizza la monografia "Depero futurista 1913–1927", nota anche col nome di "Libro imbullonato". Depero futurista è una pubblicazione dai molteplici intenti: primo fra tutti quello commerciale, un libro con lo scopo di promuovere e documentare il lavoro di Depero, legittimandolo come artista; allo stesso tempo "Depero futurista" fungeva anche come portfolio relativo a uno specifico periodo (1913–1927) da donare a ipotetici clienti e agenzie pubblicitarie; infine, con il suo libro Depero creò consapevolmente un libro d'artista pionieristico, un'opera d'arte in forma di pubblicazione cartacea. Depero futurista celebra il suo autore, Depero l'artista, il grafico pubblicitario e l'artigiano, in un connubio definito "fusione totale" da Giacomo Balla e Depero stesso nel loro manifesto del 1915 Ricostruzione Futurista dell'Universo. Il volume è realizzato con la tecnica di stampa a caratteri mobili dalla Tipografia Mercurio di Rovereto con la collaborazione e supervisione di Fortunato Depero, con frasi e parole disposte in modo sperimentale e insolito per gli standard tipografici dell'epoca, e con la carta delle pagine di tipologia, grammatura e colori differenti. Il tutto tenuto insieme grazie a due grossi bulloni meccanici.
Depero è poi presente alla III Mostra Internazionale di Arte Decorativa di Monza col Padiglione Tipografico (o Padiglione del Libro) per gli editori Bestetti-Tumminelli e Treves. Partecipa inoltre alla Quadriennale di Torino, alla rassegna di Futuristi a Milano e allestisce una mostra personale a Messina.
Tra il 1924 e il 1928 Depero lavora con molte ditte, fra cui la Alberti (produttrice del Liquore Strega), la Schering (Veramon), la Bernocchi, e la già citata Campari realizzando per quest'ultima centinaia di proposte pubblicitarie. È opportuno precisare che il rapporto che ebbe Depero con la réclame fu particolare. Se in generale la pubblicità era vista di buon occhio dai Futuristi, e anzi, considerata «arte nuova del mondo moderno», Depero in particolare fu quello a sostenerla con maggior impegno fino a diventare il più autorevole cartellonista pubblicitario tra i Futuristi.
Non solo, ma qualche anno più tardi troverà il modo di condensare il suo punto di vista in proposito nel "Manifesto dell'arte pubblicitaria".

### Da Rovereto a New York
Nel 1928, sollecitato dalle esperienze trionfali descritte dai colleghi, Depero si trasferisce a New York con la moglie Rosetta. Qui, ospite di un amico, lavora senza sosta nella speranza di riuscire a farsi una buona clientela. Tenta di esportare in territorio americano l'idea della Casa d'arte futurista di Rovereto (che a New York prenderà il nome di Depero's Futurist House).
Tiene mostre di pittura, realizza pubblicità, progetta ambientazioni di ristoranti, crea scenografie costumi e coreografie per il teatro, disegna copertine di riviste. Più in generale porta avanti un'attività poliedrica che è perfettamente in linea con quanto teorizzato fin dai tempi della stesura del manifesto per la "Ricostruzione futurista dell'universo".
All'inizio del 1929, anno della Grande depressione, Depero allestisce la sua prima personale mostra di pittura alla Guarino Gallery of Contemporary Italian Art. Il catalogo è rigorosamente impaginato secondo i criteri adottati anche da altri esponenti delle avanguardie: testo privo di punteggiatura e scritto usando solo le minuscole.
Più remunerativi sono tuttavia i lavori per il teatro, ma ancor di più per la pubblicità.
Depero a New York ha l'occasione di reincontrare un amico di vecchia data, Massine, che gli presenta Leon Leonidoff, direttore artistico del "Roxy Theatre". E con tale teatro avvierà poi una collaborazione.
Gli vengono commissionate copertine per importanti riviste quali "Vanity Fair", "Vogue", "Sparks", "The New Auto Atlas", "The New Yorker", "Dance Magazine" e "Movie Makers", e ha l'opportunità di realizzare réclame per ditte quali ad esempio i grandi magazzini Macy's. Progetta inoltre la ristrutturazione di due ristoranti: l'Enrico & Paglieri e lo Zucca.
Nell'ottobre del 1929 allestisce una mostra di lavori pubblicitari presso l'"Advertising Club". Grazie a questa iniziativa viene cooptato dalla BBDO, una delle più importanti agenzie pubblicitarie del mondo, per realizzare la campagna dell'American Lead Pencil Company.
Da un punto di vista prettamente stilistico, sia sul versante della grafica pubblicitaria sia sul versante della realizzazione delle copertine, Depero rimane sostanzialmente fedele al suo metodo di continua rivisitazione iconografica di idee già ampiamente collaudate in patria. I personaggi delle sue opere sono quasi sempre pupazzi, provenienti dal mondo del teatro. La composizione grafica delle pagine è quasi sempre affidata ad un certo diagonalismo, espediente questo in grado di conferire dinamicità alla composizione stessa. La figura geometrica per eccellenza è il parallelepipedo. Luci e colori sono giocati su forti contrasti, con una predilezione nell'uso del bianco, del nero, e del rosso per rafforzare i valori bitonali.
A fronte di un'attenta costruzione figurativa, manca tuttavia in Depero una cura della parte scritta, sebbene questo tipo di approccio alla grafica fosse affine a quello del costruttivismo russo.
E più in generale non è possibile considerare Depero un innovatore della grafica del suo tempo, come lo fu ad esempio Cassandre. Ma è indubbio che il suo approccio aggressivo, il suo segno forte e la sua iconografia influenzeranno una certa parte della grafica pubblicitaria successiva.
In ogni caso l'esperienza americana rappresenterà un vantaggio rispetto ad altri suoi colleghi, che mai si mossero dall'Italia, in quello che si può definire un processo di "sprovincializzazione".

### Fascismo
Lasciata l'America in piena recessione economica, Fortunato Depero rientra in Italia nel 1930 ed espone col gruppo futurista alla I quadriennale Nazionale d'Arte a Roma. Si trova però alle prese con un nuovo corso del Futurismo: l'Aeropittura. Già l'anno precedente ne aveva sottoscritto il manifesto più per fedeltà nei confronti di Filippo Tommaso Marinetti che non per una reale convinzione. Depero era una persona "coi piedi per terra", e per nulla affascinato da aeroplani e nuvole (e il volo del 1922 con Azari fu strumentale: serviva per fare réclame).
Non solo, ma adesso il suo punto d'osservazione era paradossalmente più alto di quello raggiungibile con gli aeroplani futuristi: era stato nella città di New York e aveva toccato con mano "quel" futuro solo vagheggiato e teorizzato dai Futuristi italiani. Edifici che sfioravano il cielo, grovigli di strade, vie sopraelevate e sotterranee: già tutto fatto.
Purtroppo la sensazione che questa esperienza lascia in Depero non è quella della qualità "solare" e positiva della vita sognata dai Futuristi, quanto piuttosto quella di una sorta di "babele brulicante di cavallette". E sarà proprio questa disillusione che condurrà Depero, negli anni a venire, a rifugiarsi sempre di più nella concretezza e nei valori della natura. Questo cambiamento di rotta è ravvisabile sia sul piano stilistico sia su quello tematico: esso porta a un progressivo abbandono dei colori caldi e della diagonalità a vantaggio dei colori freddi e dell'ortogonalità, e alla scomparsa di folletti e marionette a vantaggio di motivi e personaggi tratti dal folklore italico.
Nei primi anni trenta Depero lavora per vari giornali: "L'Illustrazione Italiana", "Il Secolo Illustrato", "Lo Sera".
Nel 1931 pubblica il "Manifesto dell'arte pubblicitaria" futurista, già in bozze a New York nel 1929.
Secondo Depero l'immagine pubblicitaria doveva essere veloce, sintetica, fascinatrice, con grandi campiture di colore a tinte piatte, per così poter aumentare la dinamicità della comunicazione.
Nel 1932 espone prima in una sala personale alla XVIII Biennale di Venezia, e poi alla V Triennale di Milano. A Rovereto pubblica una rivista della quale usciranno solo cinque numeri nel 1933: "Dinamo Futurista". In seguito, nel 1934, le "Liriche Radiofoniche", che declamerà anche all'EIAR (la Rai di allora). Nel 1934 partecipa alla Mostra di Plastica Murale di Genova e nel 1936 di nuovo alla Biennale di Venezia.
Di qui si ritira sempre di più nel Trentino. Le partecipazioni alle attività ufficiali (aero) futuriste si fanno sempre più rare: ciò comporta da un lato una sua progressiva emarginazione dal movimento, ma dall'altro a trasformarlo in una figura quasi leggendaria. Molti saranno i Futuristi di "terza generazione" ad andare in "pellegrinaggio" a Rovereto, per rendergli omaggio o per coinvolgerlo in qualche iniziativa.
In ogni caso il suo isolamento lo porterà lontano anche da un'importante fonte d'introito: la pubblicità. Pubblicità che, per inciso, in quegli anni si stava evolvendo in direzioni non più adatte ai coloratissimi folletti deperiani.
I principali committenti di Depero divengono quindi corporazioni, segreterie di partito, grandi alberghi, amministrazioni pubbliche, industrie locali. Le opere richieste sono eminentemente didascaliche, propagandistiche, decorative.
Verso la seconda metà degli anni trenta, a causa dell'austerità dovuta alla politica autarchica, viene coinvolto nel rilancio del Buxus, un materiale economico a base di cellulosa atto a sostituire il legno delle impiallacciature, brevettato e prodotto dalle Cartiere Bosso. Grazie a questo lavoro riesce a ritrovare la propria vena creativa, realizzando tutta una serie di oggetti con tale materiale.
Nel 1940 pubblica la sua "Autobiografia". Nel 1942 realizza un grande mosaico per l'E42 di Roma, mentre nel 1943 con "A Passo Romano", cerca di dimostrare il suo allineamento sostanziale con il Fascismo anche per ottenerne lavori e commesse. Poi, con l'inizio dei bombardamenti aerei sulle città, si ritira nel suo eremo montano, a Serrada di Folgaria, cessando definitivamente l'esperienza della Casa d'arte futurista di Rovereto.
Finita la guerra, nel tentativo di giustificarsi di fronte al nuovo ordine democratico dello Stato italiano per quel libro apertamente fascista, afferma che loro, i Futuristi, credevano fermamente che il Fascismo avrebbe concretizzato il trionfo del Futurismo, e che, lui, aveva anche «bisogno di mangiare».
Nel 1947, in parte sponsorizzato dalle Cartiere Bosso, ritenta la carta dell'America, ma la trova ostile al Futurismo perché ritenuto l'arte del Fascismo. Nel 1949 torna quindi in Italia e, sebbene disilluso e ormai sessantenne, non è intenzionato a fermarsi: partecipa prima ad una mostra a Milano e poi ad una a Venezia.

### Ultimi anni
Durante gli anni cinquanta Depero aderisce al progetto della collezione Verzocchi sul tema del lavoro, inviando, oltre ad un autoritratto, l'opera "Tornio e telaio". La collezione Verzocchi è attualmente conservata presso la Pinacoteca Civica di Forlì. In questo periodo corrisponde con molti altri artisti e con ammiratori come Eraldo Di Vita, oggi critico d'arte a Milano.
Nel 1951 lancia il suo manifesto sull'Arte nucleare. Tra il 1953 e il 1956 allestisce, arreda e decora la sala del consiglio della Provincia autonoma di Trento. Nel frattempo (1955) entra in polemica con la Biennale di Venezia, accusata di censurare lui e il Futurismo dopo il 1916 (anno della morte di Boccioni), pubblicando una citazione ("Antibiennale") dove contesta e anticipa quelle che saranno le tendenze della critica sul Futurismo di lì a molti anni.
Nel 1957 inizia ad allestire, a Rovereto, la Galleria Museo Depero dedicata alle proprie opere. Verrà inaugurata due anni dopo, nel 1959.
Fortunato Depero muore a Rovereto il 29 novembre 1960.
Nel 1965 gli viene dedicata una retrospettiva nell'ambito della IX Quadriennale Nazionale d'Arte di Roma.
A partire dai primissimi anni settanta ha inizio la sua rivalutazione, ma solo negli ultimi anni, anche a seguito alla riconsiderazione del cosiddetto "secondo Futurismo" (filofascista e considerato minore rispetto al primo Futurismo), il valore complessivo della sua opera è stato meglio compreso.
Il 17 gennaio 2009, dopo un lungo restauro curato dall'Arch. Renato Rizzi, la Casa d'Arte Futurista Depero ha riaperto come sede museale del Mart di Rovereto. Al suo interno sono conservate alcune delle opere maggiori di Fortunato Depero.
L'archivio di Depero, costituito da scritti autografi, corrispondenza, bozzetti, fotografie e ritagli stampa, è conservato presso l'Archivio del '900 del Mart.

## Tecniche
Depero dipingeva dapprima schizzi realizzati in seguito con materiali poveri (fili metallici, vetri, cartoni, carte veline) che racchiudono il sogno di un'opera d'arte totale, capace di inglobare tutti i linguaggi della ricerca artistica, dalla pittura alla scultura, alla musica, all'architettura. Realizzati con meccanismi capaci di farli muovere, i complessi plastici muovono dalle teorie espresse nel manifesto Ricostruzione futurista dell'universo, poi si immerge nella moda e inizia a usare tessuti stampati dell'optical art, basati su reticoli geometrici bianchi e neri, o della pop art, dai colori sgargianti per produrre i suoi "Panciotti".

## Opere
- Senza titolo, tecnica mista su tavola, 21,2 x 13,2 cm, collezione privata;
- Movimento d'uccello, 1916, olio, tempera e smalto su tela, 135 x 100 cm, Museo d'arte moderna e contemporanea di Trento e Rovereto;
- Paesaggio guerresco, 1916, olio su cartone, 64 x 92,5 cm, Museo d'arte moderna e contemporanea di Trento e Rovereto;
- Architettura sintetica di uomo (Uomo con i baffi), 1917-1917, olio su tela, 69 x 112 cm, Museo d'arte moderna e contemporanea di Trento e Rovereto;
- Soldatino hop hop, 1917, legno verniciato, 29 x 19 x 39 cm, collezione privata;
- Rotazione di ballerina e pappagalli, 1917, olio su tela, 89,5 x 140,5 cm, Museo d'arte moderna e contemporanea di Trento e Rovereto;
- Il corteo della gran bambola, 1920, tarsia, 334,5 x 233 cm, Museo d'arte moderna e contemporanea di Trento e Rovereto;
- Festa della sedia, 1927, tarsia, 259,5 x 340 cm, Museo d'arte moderna e contemporanea di Trento e Rovereto;
- Il re di denari, 1932, tarsia, 98 x 46,5 cm, Museo d'arte moderna e contemporanea di Trento e Rovereto;
- Palma e pesci, 1937-1938 ca., tarsia, 88 x 80 x 5 cm, Museo d'arte moderna e contemporanea di Trento e Rovereto.